# Międzynarodowa Akademia Nauk Stosowanych w Łomży

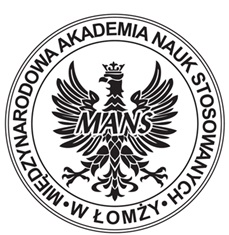
Godło Uczelni

Międzynarodowa Akademia Nauk Stosowanych w Łomży – niepubliczna szkoła wyższa z siedzibą w Łomży, województwo podlaskie, założona w 1996 roku jako Wyższa Szkoła Agrobiznesu w Łomży. W 2022 roku zmieniła nazwę na Międzynarodowa Akademia Nauk Stosowanych (MANS). 

## Opis
Uczelnia jest bezwydziałowa, kształci studentów na kierunkach rolniczych, technicznych, nauk o zdrowiu, społecznych i ekonomicznych, prowadząc także studia podyplomowe i kursy oraz działalność naukowo-badawczą. Nadzór nad Uczelnią sprawuje Minister Nauki i Szkolnictwa Wyższego. Na Uczelni funkcjonuje Rada Ekspertów. Uczelnia zajmuje czołowe miejsce w Polsce wśród uczelni niepublicznych, prowadzone kierunki kształcenia są wysoko ocenianie w Ogólnopolskim Systemie Monitorowania Ekonomicznych Losów Absolwentów Szkół Wyższych, który dostarcza wiarygodnych informacji o sytuacji absolwentów polskich uczelni na rynku pracy. W Uczelni funkcjonują następujące zakłady naukowo - badawcze: Zakład Agronomii, Nowoczesnych Technologii i Informatyki, Zakład Żywienia Zwierząt, Gospodarki Paszowej i Odnawialnych Źródeł Energii, Zakład Logistyki, Ekonomii, Zarządzania i Agrobiznesu, Zakład Towaroznawstwa i Bezpieczeństwa Żywności, Zakład Bezpieczeństwa Wewnętrznego i Sprawiedliwości, Zakład Badań nad Przestępczością i Terroryzmem, Zakład Zarządzania Kryzysowego, Zakład Pielęgniarstwa Klinicznego, Zakład Pielęgniarstwa Ogólnego, Zakład Budownictwa.

## Misja Uczelni
Misją Międzynarodowej Akademii Nauk Stosowanych w Łomży jest kształcenie wysoko wykwalifikowanych kadr, odpowiadających na potrzeby rozwijającej się gospodarki regionalnej, krajowej oraz europejskiej. Uczelnia dąży do wspierania rozwoju społeczno-gospodarczego regionu poprzez umożliwienie młodzieży zdobywania wykształcenia w miejscu zamieszkania, bez konieczności wyjazdu do odległych ośrodków akademickich. Uczelnia dąży do zapewnienia nowoczesnego i wysokiej jakości kształcenia, dostosowanego do potrzeb rynku pracy. Uczelnia kładzie nacisk na rozwój zarówno wiedzy i umiejętności specjalistycznych, jak również kompetencji społecznych studentów. Międzynarodowa Akademia Nauk Stosowanych w Łomży oferuje kształcenie o profilu praktycznym na poziomie studiów pierwszego i drugiego stopnia, zgodnie z Polskimi Ramami Kwalifikacji. Programy nauczania są ukierunkowane na uzyskiwanie efektów kształcenia zbieżnych z oczekiwaniami rynku pracy. Uczelnia realizuje także działania w zakresie badań naukowych i rozwoju kadry akademickiej. Instytucja promuje model uczelni otwartej, zapewniającej swoim studentom oraz pracownikom warunki do nauki, pracy i rozwoju twórczego w atmosferze wzajemnego szacunku, otwartości i współpracy.

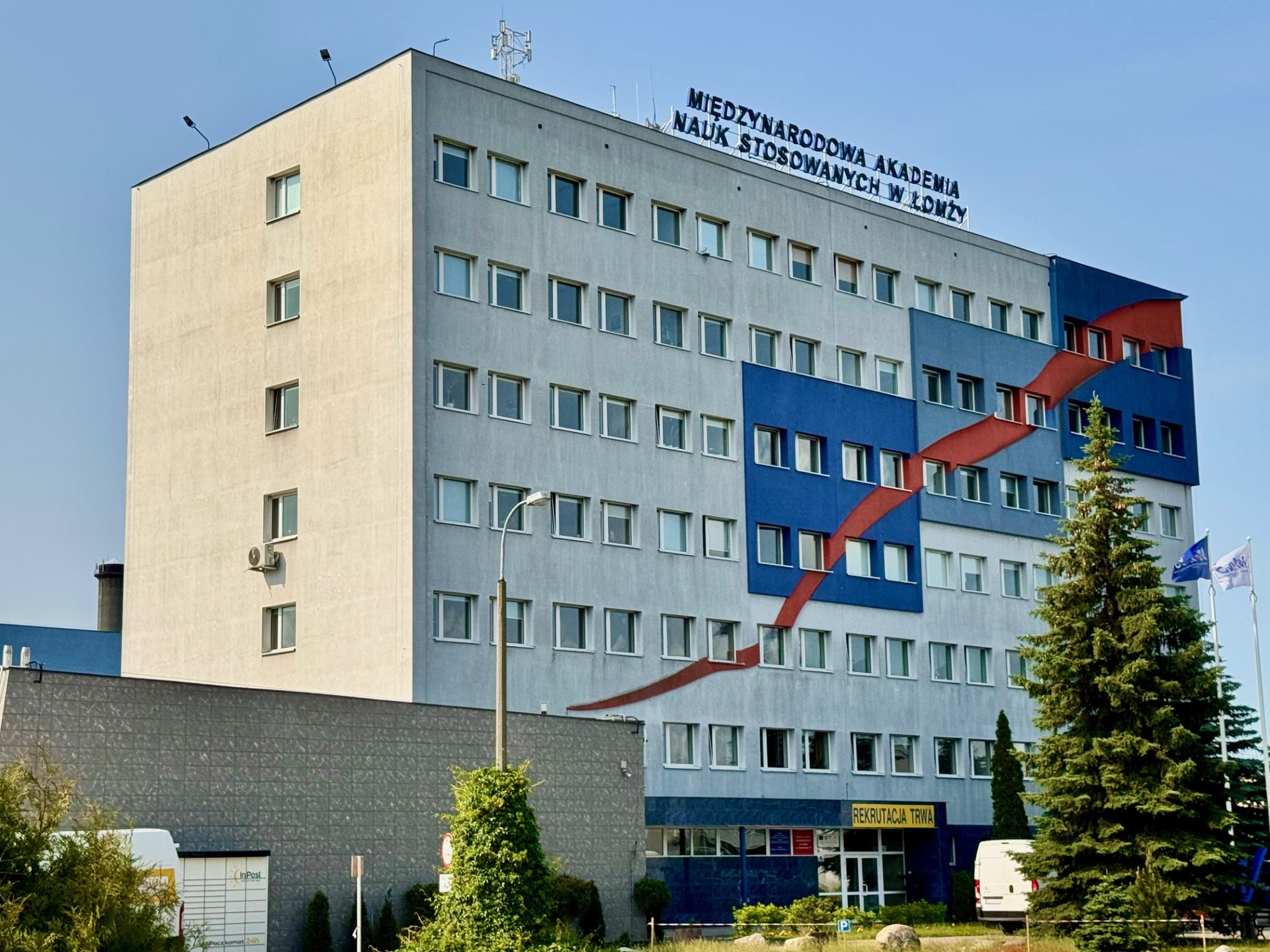
MANS w Łomży

## Historia
Uczelnia została powołana decyzją Ministerstwa Edukacji Narodowej z dnia 5 lipca 1996 roku, pod nazwą Wyższa Szkoła Agrobiznesu w Łomży, wpisana do rejestru MEN pod numerem 96. Pierwszym Rektorem uczelni został dr Roman Engler. Działalność dydaktyczna rozpoczęła się 1 października 1996 roku, kiedy to naukę rozpoczęło 268 studentów na kierunku Rolnictwo w budynku Zespołu Szkół Rolniczych w Marianowie. W grudniu 1997 roku władze miasta Łomża przekazały uczelni budynek dawnego biurowca Łomżyńskich Zakładów Przemysłu Bawełnianego "Narew", który po adaptacji stał się nową siedzibą szkoły. Oficjalne otwarcie miało miejsce w lutym 1998 roku, a udział w uroczystości wzięli m.in. przewodniczący Rady Uczelni Roman Jagieliński, Prezydent Miasta Łomża Jan Turkowski. W 2000 roku otrzymała zgodę MEN na prowadzenie studiów zawodowych na kierunku informatyka. W tym samym czasie rozpoczęto również kształcenie w formie studiów podyplomowych. OD 2004 do 2008 roku uruchomiono cztery domy studenckie. W grudniu 2008 roku oddano do użytku nowoczesną halę sportową z kortem do squasha.
W 2022 roku, w związku z rosnącym znaczeniem umiędzynarodowienia i rozszerzaniem zakresu działania poza obszar agrobiznesu, uczelnia zmieniła nazwę na: Międzynarodowa Akademia Nauk Stosowanych w Łomży (MANS). Uczelnia realizuje szereg projektów krajowych i międzynarodowych, jest organizatorem konferencji i szkoleń o zasięgu krajowym i międzynarodowym. Prowadzi wydawnictwa naukowe, jest wydawcą Zeszytów Naukowych MANS w Łomży oraz SJ-ECONOMICS. Na Uczelni funkcjonują: biuro ERASMUS PLUS, koła naukowe oraz biuro karier. Uczelnia współpracowała lub współpracuje z Uczelniami zagranicznymi (z Europy, Azji, Stanów Zjednoczonych), oraz z wieloma uczelniami i instytutami badawczymi PIB w Polsce.

## Kierunki Studiów (stacjonarne i niestacjonarne)
Międzynarodowa Akademia Nauk Stosowanych prowadzi studia pierwszego i drugiego stopnia o profilu praktycznym, studia podyplomowe oraz kursy. 
Kierunki kształcenia:
- Bezpieczeństwo wewnętrzne (I stopnia[25] i II stopnia[26])
- Budownictwo (I stopnia[27])
- Rolnictwo (I stopnia[28] i II stopnia[29])
- Towaroznawstwo (I stopnia[30])
- Pielęgniarstwo (I stopnia[31] i II stopnia[32])
- Logistyka (I stopnia[33])

Nowości w ofercie kształcenia:
- Budownictwo przyszłości,[34]
- Zarządzanie transportem i spedycją w okresie transformacji cyfrowej i energetycznej,[35]
- Smart Farming,[36]
- Handel i usługi logistyczne,[37]
- Komputerowe sterowanie produkcją w przemyśle,[38]
- Profilowanie kryminalne[39].